# Leucangium
Leucangium är ett släkte av svampar. Leucangium ingår i familjen Helvellaceae, ordningen skålsvampar, klassen Pezizomycetes, divisionen sporsäcksvampar och riket svampar.
|            | Helvella                                     |
|            |                                              |
|            | Wynnella                                     |
|            |                                              |
|            | Barssia                                      |
|            |                                              |
|            | Balsamia                                     |
|            |                                              |
|            | Cidaris                                      |
|            |                                              |
| Leucangium | \| \| Leucangium ophthalmosporum \| \| \| \| |
|            | \| \| Leucangium ophthalmosporum \| \| \| \| |
|            | Leucangium ophthalmosporum                   |
|            |                                              |

|  | Leucangium ophthalmosporum |
|  |                            |